# Слоан, Флоренс Адель
Флоренс Адель Слоан (англ. Florence Adele Sloane; 1873—1960) — американская светская дама, представительница семейства Вандербильтов.

## Биография
Родилась 19 сентября 1873 года в Нью-Йорке на Манхэттене в семье Эмили Торн Вандербильт, представляющей семейство Вандербильтов, и её мужа — Уильяма Дугласа Слоана.
В молодости жила в городе Леноксе, штат Массачусетс. В 1917 году с первым мужем построили собственный загородный дом в Сайоссете на Лонг-Айленде, который назвали Woodside Acres. Когда герцог Виндзорский Эдуард VIII посетил США в 1924 году для участия в соревнованиях по поло, Бёрдены предоставили ему для проживания свой особняк. В 1968 году Woodside Acres стал гольф-клубом, и в настоящее время он называется загородным клубом Woodside Club.
Флоренс Адель Слоан написала книгу «Maverick in Mauve: The Diary of a Romantic Age». Была президентом женского клуба Colony Club в Нью-Йорке.
Умерла 9 января 1960 года в городе Сайоссете и была похоронена в Burden Mausoleum на кладбище Oakwood Cemetery в городе Трой.

## Семья
Первый раз была замужем за Джеймсом Бёрденом), совладельцем компании H. Burden and Sons Iron Co. Они женились 6 июня 1895 года в Леноксе, штат Массачусетс.
Овдовев, в 1936 году, Флоренс во второй раз вышла замуж за Ричарда Тобина, американского банкира и дипломата.
В первом браке у неё родились:
- Эмили Вандербильт Бёрден (1896—1896),
- Джеймс Аберкромби Бёрден (1897—1979),
- Уильям Дуглас Бёрден (1898—1978),
- Флоренс Ирвин Бёрден Лоуренс (1902—1990).